# Alexander Alland
Alexander Alland (* 6. August 1902 in Sewastopol, Krim; † 1989) war ein US-amerikanischer Fotograf. Er war Mitglied der Photo League. Die Photo League war eine Organisation von Fotografen in New York City, die sich der Dokumentation des Lebens in den Arbeitervierteln widmete. Sie wurde 1936 gegründet und bot ihren Mitgliedern Schulungen, Ausstellungsräume und eine Plattform für den Austausch über soziale und kreative Themen. Die Photo League spielte eine wichtige Rolle bei der Entwicklung der sozialdokumentarischen Fotografie in den USA.

## Leben
Alexander Alland wurde 1902 in Sewastopol geboren. Bereits im Alter von zwölf Jahren interessierte er sich für die Fotografie und half einem örtlichen Fotografen in der Dunkelkammer. Er baute seine erste Kamera aus Karton mit einer einfachen Meniskuslinse und belichtete damit Glasplattennegative.
Als seine Mutter und sein Bruder während der Judenpogrome der Russischen Revolution ermordet werden, flieht Alland 1920 in die Türkei. In Konstantinopel (heute Istanbul) arbeitete er zwei Jahre lang als Assistent eines Fotografen in einem Kaufhaus, bevor er 1922 sein eigenes Studio Photo d’Art Russe eröffnet. Im selben Jahr wurde die türkische Regierung gestürzt und Alexander Alland emigrierte 1923 nach New York, wo er mittellos auf Ellis Island ankam. Er heiratete 1930 und die junge Familie lebte eine Zeit lang in der Mohegan Colony, einer Gemeinschaft von Künstlern und Radikalen im Norden der Stadt. Mitte der 1930er Jahre war er als Fotograf etabliert genug, um nach New York zurückzukehren. 1936 arbeitete er als Leiter der Abteilung für fotografische Wandmalerei des Federal Art Project (FAP, eine Abteilung der New Deal Works Progress Administration) und schuf fotografische Wandmalereien für die Newark Public Library und eine Gefängnisbibliothek auf Rikers Island, wobei er Collagetechniken des russischen Konstruktivismus verwendete. Im Jahr 1939 beaufsichtigte er die Gestaltung eines riesigen Wandgemäldes für die New Yorker Weltausstellung, das von der National Youth Administration gesponsert wurde. Zu dieser Zeit wurde er vom American Artists' Congress eingeladen, an der American Artists School Fotografie zu unterrichten. Der Kongress, dem namhafte Künstler wie Stuart Davis, Margaret Bourke-White und Rockwell Kent angehörten, war 1936 von der Kommunistischen Partei Amerikas in Opposition zum Faschismus gegründet worden.
Alexander Allands Fotografien von Armen und Immigranten enthalten ein starkes sozialkritisches Element. Er war aktives Mitglied der Photo League, als seine Bilder von New York in Portrait of New York veröffentlicht wurden, einem Buch mit Texten von Felix Riesenberg, das für die Weltausstellung 1939 produziert wurde. Während des Zweiten Weltkriegs machte Alland technische Aufnahmen für das Kriegsministerium und erhielt dafür eine Auszeichnung. Museen begannen, seine Arbeiten auszustellen und zu erwerben. Für das Magazin Life produzierte er einen fotografischen Essay über ethnische Enklaven in New York: äthiopische Juden in Harlem und Russen in der Lower East Side. Diese Serie wurde in dem Buch American Counterpoint (1943) veröffentlicht. Von 1941 bis 1944 war er Fotoredakteur bei Common Ground, einer Zeitschrift, die sich mit Fragen der sozialen Gerechtigkeit und der Rechte von Minderheiten beschäftigte; in den 1940er Jahren arbeitete er auch als Werbefotograf. 1949 wurde Alland wegen seiner linken Gesinnung auf die schwarze Liste gesetzt.
Nach dem Krieg widmete er sich dem Sammeln und Bewahren historischer Fotografien. Er entdeckte eine Sammlung der Negative von Jacob Riis und machte sie der Öffentlichkeit zugänglich. 1974 veröffentlichte er eine Biografie über Riis mit dem Titel Jacob A. Riis: Photographer and Citizen.